# Kemi City Football Club
O Kemi City Football Club foi um clube de futebol finlandês com sede na cidade de Kemi. Foi fundado em 25 de fevereiro de 2019, após a falência da PS Kemi Oy, empresa que gerenciava o PS Kemi.
Logo em sua primeira temporada, o clube foi promovido da quarta para a terceira divisão. No entanto, três anos depois, foi anunciada a descontinuação do Kemi City e o retorno do PS Kemi.